# TAKANAKA SUPER BEST LIVE 2023 ULTRASEVEN-T
『TAKANAKA SUPER BEST LIVE 2023 ULTRASEVEN-T』（タカナカ スーパー ベスト ライブ 2023 ウルトラセブン ティー）は、日本のギタリスト・高中正義が2024年7月10日にLAGOON RECORDSより発売した通算33作目の映像作品。

## 概要

### ライブツアー
高中が2023年に古希を迎えたのを記念して開催された、追加3公演（「TAKANAKA SUPER BEST LIVE 2023 ULTRASEVEN-T」Zepp Haneda公演、「TAKANAKA SUPER BEST LIVE 2024FINAL SEVENTY SEASIDE」）を含む全国14本のツアー。
セットリストはサディスティック・ミカ・バンド（1972〜）からサディスティックス（1976年春〜）時代の楽曲、バンドと並行して始めたソロ（1976年7月〜）の楽曲と、高中のキャリアを総括したいわば「ALL TIME BEST」の構成となっている。セットリストは、「ファンの要望を察知した上で客観的に考えてくれる」との理由でほぼスタッフが決定している。
ツアータイトルである「ULTRASEVEN-T」について、高中は「最初、スタッフが“古希”って書いて持ってきたんだけど、漢字でこれはないよな～って（笑）。じゃあ“セヴンティ（seventy）”ならまだマシかな?“ティ”はタカナカのTにしたらどうだろう。『T-WAVE』（1980年）ってアルバムも作ったことあるしね…なんて話してて、そしたら誰かが“セヴン”の前に“ウルトラ”をつけてこうなったという…。まあ、面白けりゃいいんだけどね（笑）。」と発言している。

### ライブ映像作品
2024年5月22日に今作の発売が発表された。
前述のツアーより、2023年9月に東京・日比谷公園大音楽堂（日比谷野音）で行われたライブの模様が完全収録された。
初回限定盤にはBlu-rayに加え、2枚組ライブCD、カラーブックレットが同梱される。なお高中のオフィシャルサイトで今作を予約購入すると特典が付属する。

## 収録内容
1. BLUE LAGOON
2. THUNDER STORM
3. SAUDADE
4. 憧れのセーシェル諸島
5. 伊豆甘夏納豆売り
今曲の披露について高中は、「とても“日本の夏”という感じの曲なんですけど、日本の夏と言えば縁側、豚の蚊取り線香、風鈴、蝉、花火ですから、そういう日本的な雰囲気の曲も面白いと思うんですよね。20歳くらいから使っているストラトキャスターで弾きますけど。三味線とか弾いて欲しいですか?」と発言している[11]。
6. 渚・モデラート
7. ILLUSION
2022年のツアーで披露した際に好評だったことからセットリストに加えられた[7]。
8. SEXY DANCE
9. BRASILIAN SKIES
10. TAJ MAHAL
11. SHAKE IT
12. JUMPING TAKE OFF
13. GUITAR WONDER
14. FINGER DANCIN'
15. AN INSATIABLE HIGH
16. EARLY BIRD
17. TROPIC BARDS
18. READY TO FLY
19. 黒船
20. BLUE STRIPE
ここからアンコール。
21. YOU CAN NEVER COME TO THIS PLACE

## 参加ミュージシャン
- 斉藤ノヴ(perc)
- 澤田浩史(ba)
- 宮崎まさひろ(dr)
- 宮崎裕介(key)
- 井上薫(key)
- AMAZONS[大滝裕子・吉川智子・斉藤久美](cho)